# Gueorgui Fliorov
Gueorgui Nikolaïevitch Fliorov (en russe : Георгий Николаевич Флёров), né le 17 février 1913 (2 mars dans le calendrier grégorien) à Rostov-sur-le-Don (Empire russe) et mort le 19 novembre 1990 à Moscou (URSS), était un physicien nucléaire soviétique russe de premier plan. En 2012, le flérovium est nommé en sa mémoire.

## Biographie
Fliorov étudie à l'Institut polytechnique de Leningrad (maintenant connu sous le nom d’Université polytechnique de Saint-Pétersbourg) et se spécialise en physique nucléaire.
Il est connu pour avoir écrit à Staline en avril 1942, soulignant le remarquable silence dans le domaine de la fission nucléaire aux États-Unis, en Grande-Bretagne et en Allemagne. Les exhortations de Fliorov à « construire une bombe à uranium sans délai » conduisent finalement l'URSS à mettre sur pied son propre projet de bombe atomique.
Il est l'un des découvreurs de la fission spontanée. On lui doit également la découverte de deux éléments métalliques de transition : le seaborgium et le bohrium.
Il fonde le laboratoire des réactions nucléaires Fliorov à Doubna en 1957, et en est le directeur jusqu'en 1989. Durant cette période, il préside le Conseil scientifique de l'Académie des sciences d'URSS.

## Décorations et récompenses
- Héros du travail socialiste (1949)
- Deux Ordre de Lénine (1949, 1983)
- Ordre de la révolution d'Octobre (1973)
- Ordre du Drapeau rouge du Travail, 3 fois (1959, 1963, 1975)
- Ordre de la Guerre patriotique, 1re classe (1985)
- Prix Lénine (1967)
- Prix Staline, 2 fois (1946, 1949)
- Prix d'État de l'URSS (1975)
- Citoyen d'honneur de Doubna